# Alaska y Dinarama
Alaska y Dinarama è stato un gruppo musicale synth pop spagnolo, attivo dal 1982 al 1989.

## Storia
Alaska y Dinarama, formato da Olvido Gara (nome d'arte di Alaska), Ignacio "Nacho" Canut Guillen e Carlos Garcia Berlanga de Manrique, fu uno dei più importanti gruppi spagnoli degli anni ottanta, tra i principali esponenti musicale della Movida Madrileña grazie soprattutto alla cantante Alaska.
Hanno pubblicato in totale cinque album, più due raccolte distribuite dopo la separazione del gruppo, tutti pubblicati dall'etichetta EMI.
Tra le canzoni più importanti del gruppo sono Abracadabra, ¿A quién le importa? e Ni Tú Ni Nadie; di queste ultime ne sono anche state realizzate alcune cover da altri artisti.
Nel 1989, il gruppo, nato come evoluzione dei precedenti Kaka de Luxe e Alaska y los Pegamoides sempre da un accordo tra Alaska e Canut, cambia ulteriormente nominazione in Fangoria, gruppo tuttora presente sulle scene musicali.

## Discografia

### Album in studio
- 1983 – Canciones profanas
- 1984 – Deseo carnal
- 1986 – No es pecado
- 1989 – Fan fatal
- 2001 –  Delirios de grandeza

### Complilation
- 1987 – Diez
- 1994 – Grandes Exitos
- 2003 – Musicos, Poetas y Locos: La Colección
- 2004 – Fundamentales

### Singoli
- 1983 – Crisis
- 1983 – Perlas Ensagrentadas
- 1983 – Deja De Bailar
- 1984 – Rey Del Glam
- 1984 – Como Pudiste Hacerme Esto A Mi
- 1985 – Un Hombre De Verdad
- 1985 – Ni Tu Ni Nadie
- 1986 – ¿A quién le importa?
- 1986 – La Funcionaria Asesina
- 1987 – Sólo Creo Lo Que Veo
- 1987 – Un Millón De Hormigas
- 1987 – Bailando
- 1987 – Vértigo/Tormento
- 1988 – Sospechas/Rey Del Glam
- 1989 – Descongélate
- 1989 – Mi Novio Es Un Zombi
- 1989 – Quiero Ser Santa
- 1989 – La Mosca Muerta
- 1998 – Un Hombre De Verdad